# King Kobra
King Kobra fue una banda de glam metal fundada por el reconocido baterista Carmine Appice, luego de su colaboración con Ozzy Osbourne en 1984.

## Historia
La banda incluía cuatro músicos relativamente desconocidos: el vocalista Mark Free, el guitarrista David Michael-Philips, el bajista Johnny Rod y el guitarrista Mick Sweda. Luego de dos álbumes con el sello Capitol Records (Ready to Strike - 9 de noviembre de 1985 y Thrill of a Lifetime - 1986), Appice decidió disolver la banda y unirse al guitarrista John Sykes en su proyecto Blue Murder, en 1989.

## Actualidad
En el 2010 la banda se reagrupa para hacer giras alrededor de Norteamérica. Carmine Appice regresa a la percusión, junto a Johnny Rod en el bajo, David Michael-Philips y Mick Sweda en las guitarras. Mark Free (Marcie Free luego de su cambio de sexo) no retorna como vocalista a la agrupación debido a la dedicación completa que le da a su banda Unruly Child. Sin embargo la banda cuenta con un nuevo cantante, Paul Shortino.
El 5 de mayo del 2011, la banda saca a la luz su quinto material de estudio, auto-titulado "King Kobra". Dicho álbum obtuvo buenas críticas en el ambiente musical.

## Miembros

### Ready To Strike y Thrill Of A Lifetime
- Mark Free - Voz
- David Michael-Philips - Guitarra
- Mick Sweda - Guitarra
- Johnny Rod - Bajo
- Carmine Appice - Batería

### King Kobra III
- Johnny Edwards - Voz
- David Michael-Philips - Guitarra
- Jeff Northrup - Guitarra
- Larry Hart - Bajo
- Carmine Appice - Batería

### Hollywood Trashes
- Kelly Keeling - voz y bajo
- Mick Sweda - Guitarra
- Steve Fister - Guitarra
- Carmine Appice - batería

### King Kobra
- Paul Shortino - voz
- David Michael-Philips - Guitarra
- Mick Sweda - Guitarra
- Johnny Rod - Bajo
- Carmine Appice - batería

## Discografía
- Ready to Strike (1985)
- Thrill of a Lifetime (1986)
- King Kobra III (1988)
- The Lost Years (1999) (recopilación)
- Hollywood Trash (2001)
- King Kobra (2011)
- King Kobra II (2013)

## Bandas de sonido
- Canción "Iron Eagle (Never Say Die)" incluida en la banda de sonido de la película Iron Eagle  del año 1986 como segundo track.

Los créditos de la canción: J.Booker-D.Hitchings - 1986 - Capitol Records